# Xylopia aurantiiodora
Xylopia aurantiiodora De Wild. & T.Durand – gatunek rośliny z rodziny flaszowcowatych (Annonaceae Juss.). Występuje naturalnie w Kamerunie, Republice Środkowoafrykańskiej, Gabonie, Kongo oraz Demokratycznej Republice Konga. 

## Morfologia
PokrójZimozielone drzewo lub krzew dorastające do 30 m wysokości.
LiścieMają eliptyczny kształt.
KwiatyMają żółtozielonkawą barwę. Działki kielicha mają kształt od jajowatego do prawie okrągłego i dorastają do 9 mm długości. Płatki mają liniowy kształt i dorastają do 8–13 mm długości.
Gatunki podobneRoślina jest podobna do gatunku X. quintassi.

## Biologia i ekologia
Rośnie w lasach wilgotnych.